# 52309 Philnicolai
52309 Philnicolai este un asteroid din centura principală de asteroizi.

## Descriere
52309 Philnicolai este un asteroid din centura principală de asteroizi. A fost descoperit pe 7 octombrie 1991 la Tautenburg de Freimut Börngen. Asteroidul prezintă o orbită caracterizată de o semiaxă mare de 2,79 ua, o excentricitate de 0,04 și o înclinație de 18,3° în raport cu ecliptica.